# ホテル・カリフォルニア (曲)
「ホテル・カリフォルニア」 (Hotel California) は、アメリカ合衆国のロックバンドであるイーグルスの楽曲。1976年12月8日に発売されたアルバム『ホテル・カリフォルニア』の表題曲で、1977年2月22日にアルバムからの第2弾シングルとして発売された。架空のホテルを舞台としている（アルバム記事も参照）。作詞作曲のクレジットはドン・フェルダー、ドン・ヘンリー、グレン・フライの連名となっているが、実際には楽曲部分はイントロのギター、「メロディー」、後半のツインギター・ソロ、サウンドも含め、作曲したのはフェルダーである。
ローリング・ストーンの選ぶオールタイム・グレイテスト・ソング500（2010年版）において49位にランクイン。
ギターワールド誌が選ぶ「偉大なる12弦ギターソング」で、1位に選ばれている。
日本では1996年に放送されたTBS系東芝日曜劇場『その気になるまで』の主題歌として使用された。

## 曲の構成

### メロディー、コード、アレンジ
テーマメロはBm、F#7、A、E、G、D、Em、F#7のコード進行で、サビではG、D、F#7、Bm、G、D、Em、F#7となっている。基本的なコード進行を考えたのはドン・フェルダーで、元々キーはEmで作曲され歌以外のトラックはレコーディングもされたが、ドン・ヘンリーが歌のレコーディングをする際にキーが高かったためDm、Cm、と少しずつキーを下げていった結果、Bmとなった。それに伴い、全てのトラックが録り直され、完成したバージョンがアルバムに収録された。
テーマメロのコード進行はイギリスのロック・バンド、ジェスロ・タルが1969年に発表し全英アルバム・チャート1位、全米アルバム・チャート20位になったアルバム"Stand Up"に含まれる曲"We used to know"に酷似しており、ジェスロ・タルのメンバーからも指摘されているが歌詞とコーラス・パートは異なる。
イントロや曲内の一部に用いられる13本ものギターを重ねた巧みなアルペジオ・ワーク、ドン・ヘンリーのハスキーボイス、ドン・フェルダーならびにジョー・ウォルシュによるギターリフの巧みさなどとあいまって、極めて印象的なサウンドを展開する。ギターソロは、ドン・フェルダー、ジョー・ウォルシュの順で演奏され、フェルダーはギブソン・レスポール、ウォルシュはフェンダー・テレキャスターを使用した。ロック史上屈指のギターソロのほとんどのラインはフェルダーが作ったと言われ、彼のこの曲での貢献度は大きいものがある。

### 歌詞
舞台は、コリタス（サボテンの一種だがメキシコでマリファナの隠語でもある）の香りたつ、カリフォルニアの砂漠エリアのハイウェイ。主人公は、長時間の運転に疲れて、休むために立ち寄った小綺麗なホテルに幾日か滞在し、快適な日々を送っていた。しかし、堕落して快楽主義的な過ごし方を続ける滞在客たちに嫌気が差して、以前の自分の日常生活に戻るため、ホテルを去ろうとしたものの、離れようにも離れられなくなった…というミニストーリーである。
ドン・ヘンリーは2007年9月11日の英デイリー・メール紙にてそれらについて「幾つかのこの曲の歌詞の拡大解釈には大変驚かされ続けている。この歌詞の内容はアメリカ文化の度を越した不品行と、私達の知り合いだった女の子達についてだった。しかし芸術と商業主義との危ういバランスについてでもあった。」と述べている。

#### spirit の解釈
ドン・ヘンリーは2007年のJon Soederとのインタビューでの『(歌詞にある)ワインはスピリット(蒸留酒)ではないのでは？』との指摘に対し、自分はワインと蒸留酒の製法と分類の仕方を正しく知ってる程度には十分酒をたしなんでいると皮肉を言うとともに「貴方が最初でも無いが、完全に歌詞の解釈を間違って比喩を見落としている。…歌詞のその部分は酒とは全く関係ない。社会政治的なメッセージである。」と述べている。

#### ラストの解釈
歌詞の最後は、こんな環境に居続けると自分がダメになると気づいた主人公が、出口を求めてホテル館内を走り回っていた際に警備員にたしなめられ、
We are programmed to receive. You can checkout any time you like, but you can never leave!
（我々は客を受け入れるように仕向けられているんだ。好きなときにチェックアウトはできるが、決して立ち去ることはできないんだ！）
という言い切りの言葉で終わり、直後に続くフェルダーとウォルシュによるツイン・ギター・リフと そのフェイドアウト効果により、聴き手に余韻を与える構成となっている。
また、checkout （チェックアウト）は、北米口語でしばしば「自殺する」の婉曲表現に用いられる。

## シングル収録曲
| #         | タイトル                                     | 作詞・作曲                                     | 時間 |
| --------- | -------------------------------------------- | ---------------------------------------------- | ---- |
| A.        | 「ホテル・カリフォルニア」(Hotel California) | ドン・フェルダー グレン・フライ ドン・ヘンリー | 6:08 |
| B.        | 「お前を夢みて」(Pretty Maids All in a Row)  | ジョー・ヴァイターレ ジョー・ウォルシュ        | 3:51 |
| 合計時間: | 合計時間:                                    | 合計時間:                                      | 9:59 |

| #         | タイトル                                                                             | 作詞・作曲                                     | 時間  |
| --------- | ------------------------------------------------------------------------------------ | ---------------------------------------------- | ----- |
| 1.        | 「ホテル・カリフォルニア」(Hotel California)                                         | ドン・フェルダー グレン・フライ ドン・ヘンリー | 6:34  |
| 2.        | 「お前を夢みて」(Pretty Maids All in a Row)                                          | ジョー・ヴァイターレ ジョー・ウォルシュ        | 3:56  |
| 3.        | 「ホテル・カリフォルニア（ライヴ・ヴァージョン）」(Hotel California (Live Version)]) | ドン・フェルダー グレン・フライ ドン・ヘンリー | 7:0   |
| 合計時間: | 合計時間:                                                                            | 合計時間:                                      | 17:30 |

| #         | タイトル                                                                             | 作詞・作曲                                     | 時間  |
| --------- | ------------------------------------------------------------------------------------ | ---------------------------------------------- | ----- |
| 1.        | 「ホテル・カリフォルニア（ライヴ・ヴァージョン）」(Hotel California (Live Version)]) | ドン・フェルダー グレン・フライ ドン・ヘンリー | 7:13  |
| 2.        | 「ならず者（ライヴ・ヴァージョン）」(Desperado (Live Verison))                       | ドン・ヘンリー グレン・フライ                  | 4:15  |
| 合計時間: | 合計時間:                                                                            | 合計時間:                                      | 11:28 |

| #         | タイトル                                     | 作詞・作曲                                     | 時間  |
| --------- | -------------------------------------------- | ---------------------------------------------- | ----- |
| 1.        | 「ホテル・カリフォルニア」(Hotel California) | ドン・フェルダー グレン・フライ ドン・ヘンリー | 6:33  |
| 2.        | 「お前を夢みて」(Pretty Maids All in a Row)  | ジョー・ヴァイターレ ジョー・ウォルシュ        | 3:58  |
| 合計時間: | 合計時間:                                    | 合計時間:                                      | 10:31 |

## クレジット
※出典
- ドン・フェルダー – 12弦のアコースティック・ギター、12弦のエレクトリック・ギター[15]、バッキング・ボーカル
- ドン・ヘンリー – リード・ボーカル、ドラム、パーカッション
- グレン・フライ – 12弦のアコースティック・ギター、バッキング・ボーカル
- ジョー・ウォルシュ – エレクトリック・ギター、オルガン、バッキング・ボーカル
- ランディ・マイズナー – ベース、バッキング・ボーカル

## カバー
幅広いジャンルのミュージシャンにカバーされている曲であるが、ここでは日本語によるカバーに限定して記載する。なお、以下の各楽曲は歌詞はすべて異なる。
- タンポポ - 1977年、シングル『過ぎし日の想い出』のB面に収録。作詞：なかにし礼。
  - タンポポ版の歌詞の内容はイーグルス版（原曲）とはかなり異なっており、共通点は「ホテル・カリフォルニア」を舞台としていること、サビ部分冒頭の「Welcome to the Hotel California」のフレーズくらいである。
- 狩人 – 1978年、セカンドアルバム『メモリアル 狩人SECOND』に収録。
  - タンポポ版同様、こちらも歌詞の内容はイーグルス版（原曲）とはかなり異なっているが、タンポポ版が享楽的な歌詞であるのに対して、内省的・えん世的な歌詞となっている。2015年9月に発売されたCD9枚組『ロイヤル・ボックス』で聞くことができる。
- 135 - 1998年、アルバム『COVERS SPECIAL』に収録。後述も含め最も原曲版に忠実な日本語詞である。

ライブでは、キャンディーズが1978年に披露している。また、「直訳ロック」で知られるギタリストの王様はライブにおいてこの曲を「旅館カリフォルニア」として詩の朗読のスタイルで披露することがある。

## チャート成績

### 週間チャート
| チャート (1977年)                       | 最高位 |
| --------------------------------------- | ------ |
| オーストリア (Ö3 Austria Top 40)        | 13     |
| ベルギー (Ultratop 50 Flanders)         | 24     |
| ベルギー (Ultratop 50 Wallonia)         | 13     |
| カナダ トップシングルス (RPM)           | 1      |
| カナダ アダルト・コンテンポラリー (RPM) | 2      |
| フランス (SNEP)                         | 2      |
| 日本 (オリコン)                         | 15     |
| オランダ (Dutch Top 40)                 | 8      |
| オランダ (Single Top 100)               | 6      |
| ニュージーランド (Recorded Music NZ)    | 5      |
| ノルウェー (VG-lista)                   | 5      |
| スペイン (AFE)                          | 3      |
| スイス (Schweizer Hitparade)            | 2      |
| UK シングルス (OCC)                     | 8      |
| US Billboard Hot 100                    | 1      |
| US Adult Contemporary (Billboard)       | 10     |
| 西ドイツ (GfK Entertainment charts)     | 6      |

| チャート (1996年) | 最高位 |
| ----------------- | ------ |
| 日本 (オリコン)   | 40     |

| チャート (2016年)                           | 最高位 |
| ------------------------------------------- | ------ |
| US Hot Rock & Alternative Songs (Billboard) | 6      |

| チャート (2022年)      | 最高位 |
| ---------------------- | ------ |
| Global 200 (Billboard) | 132    |

### 年間チャート
| チャート (1977年)                    | 順位 |
| ------------------------------------ | ---- |
| カナダ トップ シングルス (RPM)       | 8    |
| 日本 (オリコン)                      | 41   |
| オランダ (Dutch Top 40)              | 57   |
| オランダ (Single Top 40)             | 52   |
| ニュージーランド (Recorded Music NZ) | 30   |
| US Billboard Hot 100                 | 19   |
| 西ドイツ (Official German Charts)    | 20   |

| チャート (2012年) | 順位 |
| ----------------- | ---- |
| フランス (SNEP)   | 198  |

| チャート (2016年)             | 順位 |
| ----------------------------- | ---- |
| US Hot Rock Songs (Billboard) | 59   |

| チャート (2021年)      | 順位 |
| ---------------------- | ---- |
| Global 200 (Billboard) | 126  |

| チャート (2022年)      | 順位 |
| ---------------------- | ---- |
| Global 200 (Billboard) | 132  |

## 認定と売上
| 国/地域                                                                                  | 認定        | 認定/売上数 |
| ---------------------------------------------------------------------------------------- | ----------- | ----------- |
| デンマーク (IFPI Danmark)                                                                | 2× Platinum | 180,000     |
| フランス (SNEP)                                                                          | Silver      | 250,000*    |
| イタリア (FIMI)                                                                          | 2× Platinum | 100,000     |
| Japan 1976年から1978年まで                                                               |             | 350,000     |
| 日本 (RIAJ) 1996年盤                                                                     | Platinum    | 100,000^    |
| ニュージーランド (RMNZ)                                                                  | 8× Platinum | 240,000     |
| イギリス (BPI)                                                                           | 3× Platinum | 1,800,000   |
| アメリカ合衆国 (RIAA) フィジカルリリース                                                 | Gold        | 1,000,000^  |
| アメリカ合衆国 (RIAA) 音楽配信                                                           | Platinum    | 3,000,000   |
| * 認定のみに基づく売上数 · ^ 認定のみに基づく出荷枚数 · 認定のみに基づく売上数と再生回数 |             |             |